# Melovin
Mélovin (настоящее имя Константи́н Никола́евич Бочаро́в, укр. Костянтин Миколайович Бочаров; род. 11 апреля 1997, Одесса, Украина) — украинский певец, композитор, музыкант, продюсер. Победитель украинских музыкальных шоу шестого сезона «Х-Фактор и второго сезона «Маска». Представлял Украину на песенном конкурсе «Евровидение-2018», заняв 17-е место.

## Биография
Родился 11 апреля 1997 года в Одессе. Мама — Бочарова Валентина Владимировна, бухгалтер; отец — Бочаров Николай Владимирович, водитель. С музыкой маленький Костя познакомился в 4 года, когда бабушка сделала ему подарок — музыкальную шкатулку с мелодией «К Элизе» Бетховена.
В 2003 году поступил в Одесскую общеобразовательную школу № 27, был в школьном хоре, участвовал в постановках, писал сценарии и полностью был поглощён творчеством. На переменах постоянно давал мини-концерты в кабинете музыки, где собирались все небезразличные к таланту парня ученики. Даже сейчас, приходя в стены родной школы, артист говорит, что именно там в нём воспитали личность.
В 2009 году поступил в школу Народного театра «Самоцвіти» (руководитель — Стельмах Мария Григорьевна). Будучи его педагогом, она внесла весомый вклад в развитие будущего артиста. Вторым педагогом театрального мастерства Кости стала Заслуженная артистка Украины Наталья Евгеньевна Бузько, актриса комик-труппы «Маски-шоу».
Костя стал лауреатом I степени многих городских конкурсов и фестивалей актёрского мастерства, а также был ведущим городских событий и мероприятий. Параллельно занимался созданием собственного стиля и музыки, пробуя свои силы в различных ТВ кастингах, которые, увы, не венчались успехом.
В 2012 году после окончания театральной школы с отличием, Костя попробовал себя в роли помощника администратора съёмочной площадки сериала «Самый длинный день».
В 2013 году рождается псевдоним «Melovin» и создаётся творческая команда «Big House Melovin». По словам Melovin, его псевдоним является отсылкой к двум словам: Halloween и имени всемирно известного дизайнера Александра Маккуина.
В сентябре 2015 года поступил в Киевский институт музыки им. Р. М. Глиэра.
5 июля 2021 года в первый день музыкального фестиваля Atlas Weekend, проходившего в Национальном комплексе «Экспоцентр Украины» (Киев), совершил каминг-аут как бисексуал. Перед зрителями на сцене Melovin поцеловал сначала женщину, а потом мужчину, затем достал радужный флаг. После выступления артист выразил возмущение тем, что эпизод не попал в прямую трансляцию на телеканале M1.

## Карьера

### Вокальное ТВ шоу «Х-Фактор» 6 сезон
В 2015 Константин решается попробовать себя в вокальном шоу «Х-Фактор» — 6 сезон и проходит на ТВ кастинг. Главным стимулом к принятию этого решения стала поддержка бабушки, которая вдохновляла музыканта двигаться к поставленной цели. Наставником категории «Парни» стал Игорь Кондратюк, который отметил в Константине упорство и талант, взяв в свою команду. В течение шоу Косте хватало зрительской поддержки, чтобы ни разу не оказаться в номинации на вылет.
В финале конкурса выступил в дуэте с певицей Jamala, исполнив её композицию «Заплуталась». 26 декабря 2015 года на гала-концерте получил титул победителя 6-го сезона шоу «Х-Фактор».
В 2016 году официально выпускает свой дебютный трек «Не одинокая».

### Отбор на Евровидение-2017 и EPFace to Face
В феврале 2017 года, при поддержке телеканалов UA:ПЕРШИЙ и СТБ, на Украине проходит Национальный отбор конкурса «Евровидение 2017». После подачи заявки Melovin с треком «Wonder» попадает в 24-ку лучших и завоёвывает место в финале, где получает наибольшее количество зрительских голосов в количестве 60-ти тысяч. Однако, мнение жюри и зрителей разделилось, и Melovin занимает второе место. Тем временем, «Wonder» достигает лидирующих позиций в музыкальных чартах. После отбора, в прямом эфире шоу «Україна має талант — Діти», Melovin презентовал свой новый трек «Unbroken», который также занял лидирующие позиции в чартах, удерживаясь на первом месте в течение двух недель.
15 сентября 2017 года выходит сингл «Hooligan», а позже выходит музыкальный клип. 10 ноября того же года Melovin выпускает дебютный EP альбом Face to Face. В альбоме можно заметить смешение различных музыкальных стилей от классической поп-музыки до альтернативного джаза. В мини-альбом вошли шесть треков, один из них «Свiт в полонi» на украинском, в то время как остальные англоязычные. Премьера состоялась на концертной площадке Atlas.

### Евровидение-2018
17 февраля 2018 года Melovin с новой песней «Under the Ladder» занял первое место во втором полуфинале Национального отбора Украины на Евровидение-2018 с результатом 17 баллов (8 от судей и 9 от зрителей), тем самым заработав место в финале. 24 февраля 2018 года в финале Национального отбора занял первое место, с результатом 11 баллов (5 от судей и 6 от зрителей). Таким образом, он стал представителем Украины на песенном конкурсе Евровидение-2018 в Лиссабоне.
10 мая 2018 года состоялся второй полуфинал Евровидения, где Melovin выступал последним. По итогам зрительского голосования, а также голосования национальных жюри, Константин получил право выступить в финале, который состоялся 12 мая в Лиссабоне. В финале Melovin занял 17 место, получив 11 баллов от национальных жюри стран-участниц (26 место) и 119 от телезрителей (7 место).

### Octopus
После участия в Евровидении, 27 августа 2018 года, артист выпускает новый сингл «That’s your role». В новой композиции можно заметить, что Melovin немного отошёл от привычного стиля. На обложке видно, что вместо всем известной белой линзы в левом глазу он теперь носит чёрную. Также задолго до релиза альбома, певец анонсировал название грядущего альбома Octopus. Осенью этого же года выходит украиноязычный сингл «З тобою, зi мною, i годi», на который позже выходит музыкальный клип. В марте выходит переиздание одной из самых первых песен артиста «Ты». Песня за короткие сроки набрала популярность в интернете, сингл звучал на многих украинских радио. Спустя время выходит сюжетный клип, который по просмотрам на Youtube является вторым по популярности, после хита «Under the ladder». В клипе играет украинская версия песни. Летом, в начале июля Melovin презентовал сингл «Oh, no» на фестивале Atlas Weekend в Киеве. Незадолго до премьеры альбома, выпускается в интернет песня «Expectations».
25 октября 2019 года Octopus становится доступен на всех цифровых площадках. В пластинку входит восемь треков (отсылка на осьминога: восемь ног-восемь треков). В треклисте шесть треков на английском и два на украинском. Каждая песня представляет собой отдельную историю. В альбоме затрагиваются темы любви и расставания, мотивации, о том, что не стоит опускать руки. Премьера Octopus состоялась на концертной площадке «Atlas» для 1,500 зрителей.

### Шоу «Маска»
В 2021 году Melovin принял участие в шоу «Маска», где выступал в костюме Жирафы, и одержал победу в финале 25 декабря 2021 года.

## Дискография

### Альбомы
- Octopus (2019)

### Мини-альбомы
- Face to face (2017)

### Видеоклипы
- «На взлёт» (2016)
- «Hooligan» (2017)
- «Under the Ladder» (2018)
- «З тобою, зі мною, і годі» (2019)
- «Ти» (2019)
- «Вітрила» (2020)
- «І кров кипить» (2021)
- «Таємний знак» (2021)

## Награды
| Премия          | Номинация           | Год  | Результат |
| --------------- | ------------------- | ---- | --------- |
| Фаворит Успеха  | Молодой талант года | 2016 | Победа    |
| Yuna            | Открытие года       | 2017 | Номинация |
| M1 Music Awards | Прорыв года         | 2019 | Победа    |
| M1 Music Awards | Певец года          | 2019 | Номинация |